# Гофман, Иоганнес
Иоганнес Гофман (нем. Johannes Hoffmann; 3 июля 1867, Ильбесхайм-Ландау, Южный Вайнштрассе — 15 декабря 1930, Берлин) — германский политик.  Министр в революционном правительстве Баварской Советской Республики, а затем в администрации Народного государства Бавария в 1919—1920 годах.
Член Социал-демократической партии.

## Биография
Родился в Ильбесхайме (недалеко от Ландау, Пфальц) в семье Питера Гофмана и Марии Евы. 
Учился в гимназии в Ландау и завершил обучение в педагогической семинарии. С 1887 года работал школьным учителем в Кайзерслаутерне. В 1892 году женился на Луизе Аккерман. 
С 1899 по 1904 год Гофман был членом городского совета Кайзерслаутерна, поддерживаемого либеральной Немецкой народной партией (DVP). В 1907 году он присоединился к социал-демократам и в следующем году был избран депутатом баварского ландтага; из-за своей кандидатуры он был привлечен к дисциплинарной ответственности, и в конце концов ему пришлось уволиться с государственной службы.
В 1910 году он вернулся в городской совет Кайзерслаутерна, а с 1912 года занимал должность второго мэра. В том же году он был избран в немецкий рейхстаг парламента. После Немецкой революции 1918—1919 годов и создания Народного государства Бавария занимал пост министра образования Баварии при министре-президенте Курте Эйснере. Во время своего пребывания на посту министра образования вывел баварскую школьную систему из-под контроля католической церкви. После убийства Эйснера (21 февраля 1919 г.) занял пост министра-президента Народного государства Бавария 17 марта 1919 г. как первый свободно избранный баварский министр-президент.
Изгнанные из Мюнхена силами Баварской Советской Республики и местного рабочего совета во главе с бывшим однопартийцем Хоффмана Эрнстом Никишем, парламент и правительство бежали в Бамберг в апреле 1919 года, где Гофман принимал участие в разработке Конституции Баварии («Конституция Бамберга»). После того, как его правительство оккупировало Мюнхен войсками рейхсвера и военизированными подразделениями Фрайкор, Хоффман и его кабинет смогли вернуться в мае 1919 года. Однако 14 марта 1920 года Гофман подал в отставку во время Капповского путча, и его сменил Густав фон Кар, после того, как он был отстранен от должности баварской гражданской гвардией и силами Фрайкор
Гофман вернулся в Кайзерслаутерн. Безуспешно баллотировавшись на пост мэра Людвигсхафена, он снова попытался продолжить преподавательскую карьеру. Был уволен по обвинению в коллаборационизме во время оккупации Рейнской области союзниками. Гофман сохранил свой мандат в Рейхстаге до своей смерти в 1930 году. Все пенсионные требования, поданные его вдовой, были отклонены правительством Баварии.